# Aartojärvi
Aartojärvi är en sjö i Finland. Den ligger i kommunen Posio i landskapet Lappland, i den norra delen av landet, 700 km norr om huvudstaden Helsingfors. Aartojärvi ligger 252 meter över havet. Den är 6,4 meter djup. Arean är 93,8 hektar och strandlinjen är 6,41 kilometer lång. Sjön  ingår i Kemi älvs huvudavrinningsområde. 
I övrigt finns följande i Aartojärvi:
- Kalliosaari (en ö)

I övrigt finns följande vid Aartojärvi:
- Hoikkajärvi (en sjö)
- Koppelojärvi (en sjö)